# BeppoSAX
El BeppoSax va ser un observatori espacial de raigs X construït fruit de la col·laboració entre els Països Baixos i Itàlia. Originalment denominat Sax (Satellite per Astronomia X, en italià), va ser rebatejat BeppoSax en honor de Giuseppe "Beppo" Occhialini, físic italià. L'observatori va ser llançat el 30 d'abril de 1996 mitjançant un coet Atlas des del Cap Canaveral. Al final de la seva missió va reentrar en l'atmosfera el 29 d'abril de 2003.
La missió del BeppoSax va ser fer estudis espectroscòpics i de variabilitat temporal de fonts celestes de raigs X a la banda d'energies d'entre 1 i 200 keV, incloent un monitoratge complet del cel per a la detecció d'esdeveniments transitoris en el rang entre 2 a 30 keV.
Entre la instrumentació, el satèl·lit portava quatre concentradors de raigs X sensibles a energies entre 1 i 10 keV (amb un d'ells capaç de detectar energies tan baixes com de 0,1 keV), un centellejador de gas sensible a entre 3 i 12 keV i un centellejador de vidre de iodur de sodi per a energies d'entre 15 i 200 keV.